# Nykyrka kyrka, Västergötland
Nykyrka kyrka är en kyrkobyggnad som sedan 2010 tillhör Mullsjö-Sandhems församling (2002-2010 Mullsjö församling och tidigare Nykyrka församling) i Skara stift. Den ligger i västra utkanten av centralorten i Mullsjö kommun.
Namnet Nykyrka kommer av att en ny kyrka byggdes på platsen 1656 och att tolv gårdar då bildade Nykyrka socken.

## Kyrkobyggnaden
Nuvarande träkyrka uppfördes 1886-1887 av byggmästaren Anders Pettersson i Värsås efter ritningar av Ernst Jacobsson. Den invigdes i oktober 1887. Efter att ha tvekat i flera år kom församlingen genom förmedling av familjen Sager på Ryfors bruk i förbindelse med Ernst Jacobsson, vars nyuppförda Älvros nya kyrka fick bli förebild. 
Kyrkan vilar på en sockel av granit och består av ett brett långhus med sidoställt, snedförsträvat västtorn och lägre tresidigt kor i öster. Öster om koret finns en tresidig utbyggnad där sakristian är inrymd. Fasaden är klädd med spån och en slät panel, målade med en mörktonad oljefärg. Fönstren är rundbågade och grupperade tre och tre. De är glasade med små, delvis färgade rutor i ett diagonalt mönster. Sadeltaket har tio vindskupor och var först spåntäckt men fick senare skifferplattor.
Invändigt är allt utfört i omålat trä som oljats och mörknat med tiden.

## Inventarier
- Altarets enda prydnad är ett stort snidat träkors.
- En ljusängel från den gamla kyrkan hänger i vapenhuset.
- Gamla kyrkans altaruppsats och predikstol förvaras i tornrummet. De tillverkades i början av 1700-talet av Jonas Ullberg från Velinga.
- Dopfunten är tillverkad av smeder på Ryfors bruk.
- Nuvarande altartavla är utförd av Erland Forsberg och uppsattes år 2000.

### Orglar
- Föregående läktarorgel byggdes 1887 av Setterquist & Son Orgelbyggeri och utökades 1927.
- Nuvarande orgel på läktaren i väster är byggd 1972 av Smedmans Orgelbyggeri. Fasaden, som är ljudande, har ritats av Lars Stalin. Orgeln har 24 stämmor fördelade på två manualer och pedal.[2]
- I koret finns en orgel som tidigare stått i församlingsgården men flyttades till kyrkan på 1990-talet. Den är byggd 1982 av Grönlunds Orgelbyggeri och har fem stämmor, fördelade på manual och pedal.[3]